# Gertrude Himmelfarb
Gertrude Himmelfarb (geboren am 8. August 1922 in New York City; gestorben am 30. Dezember 2019 in Washington, D.C.) war eine US-amerikanische Historikerin.

## Leben
Himmelfarb entstammt einer jüdisch-russischen Einwandererfamilie. Sie besuchte die New Utrecht High School in New York. Danach studierte sie Geschichte, Publizistik und Jüdische Literatur am Brooklyn College, an der University of Chicago, am Jewish Theological Seminary und am Girton College.
Nach ihrem Ph.D. mit einer Doktorarbeit über Lord Acton wurde sie Professorin an der City University of New York.
Gemeinsam mit ihrem Mann, dem neokonservativen Vordenker Irving Kristol brachte sie sich stark in den jüdisch-konservativen intellektuellen Diskurs ein. Beiträge von ihr erschienen oft in den Zeitschriften Partisan Review und Commentary und Encounter. Die beiden lernten sich als Linke bei einer trotzkistischen Versammlung in Brooklyn kennen, wurden aber später konservative intellektuelle Führer. Sie veröffentlichte mehr als 15 Monographien und Hunderte von Aufsätzen.
Sie hatte mit ihrem Ehemann Irving zwei Kinder, darunter der Kolumnist William Kristol. Ihr Bruder war der Schriftsteller Milton Himmelfarb.

## Mitgliedschaften
1982 bis 1988 gehörte sie dem Council des National Endowment for the Humanities, von 1995 bis 1996 dem Board of Trustees des Woodrow Wilson International Center for Scholars und von 1984 bis 2008 dem Council of Scholars der Library of Congress an. Himmelfarb war seit 1987 Beraterin des American Enterprise Institute. Himmelfarb war Mitglied der British Academy, der American Academy of Arts and Sciences, der American Philosophical Society, der Royal Historical Society und der Society of American Historians.

## Auszeichnungen
- 1991: Jefferson Lecture
- 1997: Orwell Award
- 2004: National Humanities Medal

## Schriften (Auswahl)
- Darwin and the Darwinian revolution. Doubleday, Garden City 1959.
- Marriage and morals among the Victorians: Essays. Knopf, New York 1986.
- The New History and the Old. Cambridge, Mass. 1987
- Die Grenzen des Liberalismus. In: Die liberale Gesellschaft. Castelgandolfo-Gespräche 1992. Hrsg. von Krzysztof Michalski. Klett-Cotta, Stuttgart 1993, S. 133–162.
- The de-moralization of society: from Victorian virtues to modern values. Knopf, New York 1995.
- The Jewish odyssey of George Eliot. Encounter Books, New York 2009.